# Henry Steel Olcott
Henry Steel Olcott (2 août 1832 à Orange dans le New Jersey - 17 février 1907 à Adyar, Madras) est un officier militaire, avocat, auteur et journaliste américain spiritualiste connu pour avoir fondé et dirigé la Société théosophique et revivifié le bouddhisme à Ceylan.

## Biographie
Aîné d'une famille de six enfants, de parents presbytériens, en 1844 il a une première rencontre avec le surnaturel lors de la démonstration de pouvoirs mesmériques du jeune Andrew Jackson Davis. Il étudie à l'université Columbia mais arrête avant d'être diplômé par manque d'argent du fait de la faillite de son père. Il part alors travailler dans la ferme de ses oncles à Amherst en Ohio, lesquels vont l'introduire au spiritualisme.
Revenu à New York, en 1853 il est l'un des membres fondateurs du New York Conference of Spiritualists. Entre 1853 et 1856, il publie plusieurs articles dans le Spiritual Telegraph (en) sous le nom de plume « Amherst ».
Dans le domaine de l'agriculture, Henry Steel Olcott se fait une réputation en publiant en 1857 un livre sur deux variétés de cannes à sucre, le sorgho et de l'imphee. En 1858 il devient correspondant pour l'agriculture au New-York Tribune.
Lorsque la guerre de Sécession éclate en 1861, il devient soldat, puis est missionné par le département de la Guerre pour lutter contre la corruption, avant d'être promu colonel au département de la Marine. Son sérieux et son honnêteté lui donnent l'occasion de faire partie de la commission d'enquête sur l'assassinat d'Abraham Lincoln.
Il quitte sa carrière militaire en 1865, fait des études en droit et intègre en 1868 le barreau de New York.
Franc-maçon de Rite Swedenborgien, il est passionné par l'occultisme et la magie. Il s'intéresse aux phénomènes spirites qui étaient à la mode à cette époque. Il rencontre Madame Blavatsky pour la première fois en 1874, tandis qu'il mène des investigations pendant trois ou quatre jours sur les manifestations spirites se produisant dans une ferme du Vermont, dans la ville de Chittenden.
En 1875, avec Madame Blavatsky, William Quan Judge et quelques autres, il participe à la fondation de la Société théosophique. Le colonel Olcott en est le président jusqu'à sa mort.
En mai 1880, il se convertit au bouddhisme avec Helena Blavatsky. Il se rend à Ceylan où il fonde la Buddhist Theosophical Society (en) qui permet la création de 200 écoles durant sa vie. En juillet 1882, « ce sera son troisième séjour sur l'île en deux ans. Dans le sillage du mouvement cinghalais de réveil religieux, qui répond à l'intense prosélytisme des missionnaires chrétiens favorisé par le règne britannique, le personnage a entrepris de réformer le bouddhisme local. [...] Lors de ses deux précédents voyages, le Colonel, monté sur un char à bœufs de sa confection, a parcouru l'île pour délivrer des conférences et répandre ses idées ; il a stimulé la création d'écoles qui font concurrence aux institutions chrétiennes. Le catéchisme bouddhique (1881) qu'il a rédigé afin d'instruire les Cinghalais dans leur propre religion a reçu l'imprimatur d'un moine des plus en vue ; l'ouvrage connaîtra une postérité sans pareille. » Son ouvrage sera traduit dans plus de 20 langues et est toujours utilisé dans les écoles au Sri Lanka.
Il meurt le 17 février 1907, son corps est brûlé dans le parc de la Société Théosophique à Adyar en Inde.

### Œuvres
- Theosophy, Religion and Occult Science (1885)
- Episodes in a Life of Adventure (1887).
- Catéchisme bouddhiste (Buddhist Catechism, 1881), trad., éd. Adyar
- Le Bouddhisme selon le canon de l'Église du Sud, sous forme de catéchisme, Ghio, 1883, 105 p.
- Histoire authentique de la Société théosophique, trad., 1907-1909, 2 vol.
- A la découverte de l'occulte. Histoire des débuts de la Société théosophique (Old diary leaves. inside the occult. The true story of Madame H. P. Blavatsky, 6 vol. 1895-1935), trad., Adyar, 1976, 464 p.

### Études sur Olcott
- H. P. Blavatsky, Collected Writings, vol. I, p. 503-518.
- Guénon, René, Le Théosophisme - Histoire d'une pseudo-religion, éditions Traditionnelles, Paris, 1986.
- Lantier, Jacques, La Théosophie ou l'Invasion de la spiritualité orientale, Culture, Art, Loisirs, Paris, 1970.
- Murphet, H., Hammer in the Mountain. The Life of Henry Steele Olcott, Theosophical Publishing House, Âdyar, 1972.
- Peter Washington (trad. de l'anglais par Raoul de Claunet), La Saga théosophique : de Blavatsky à Krishnamurti, Chambéry, France, Ed. Exergue, coll. « Regard critique », 1999, 315 p. (ISBN 978-2-911525-27-8 et 2-911-52527-2, BNF 37176030).
- (en) Stephen Prothero (en), The white Buddhist : the Asian odyssey of Henry Steel Olcott, Indiana University Press, 1996 (lire en ligne)
- (en) Jeffrey D. Lavoie, The Theosophical Society : The History of a Spiritualist Movement, Universal-Publishers, 2012, 371 p. (ISBN 978-1-61233-553-7, lire en ligne), p. 56-72
- Jean Iozia, La Société Théosophique : Ses Rites, ses Fondateurs, son Histoire, Marseille, Arqa Editions, 2020, 345 p. (ISBN 2-7551-0004-4)